# يان ألان
يان ألان (بالإنجليزية: Ian Allan)‏ هو سياسي أسترالي، ولد في 3 يناير 1916 في نيوكاسل في أستراليا، وتوفي في 13 فبراير 2000. حزبياً، نشط في الحزب الوطني الأسترالي. في 1953 Gwydir by-election ‏، انتخب عضو مجلس النواب الأسترالي عن دائرة Division of Gwydir ‏ (19 ديسمبر 1953 – 30 أبريل 1969).